# Brian Little
Brian Little (Peterlee, 25 november 1953) is een voormalig Engels voetballer, die speelde als aanvaller. Hij kwam zijn gehele carrière uit voor Aston Villa. In 1975 speelde Little één officiële interland voor Engeland. Na zijn carrière werd hij voetbaltrainer. Met Aston Villa won hij de Football League Cup, als speler (1975 en 1977) én als manager (1996).